# Odda
Odda este o comună din provincia Hordaland, Norvegia.